# 498

## Починали
- 16 ноември – Анастасий II, римски папа